# Dalena

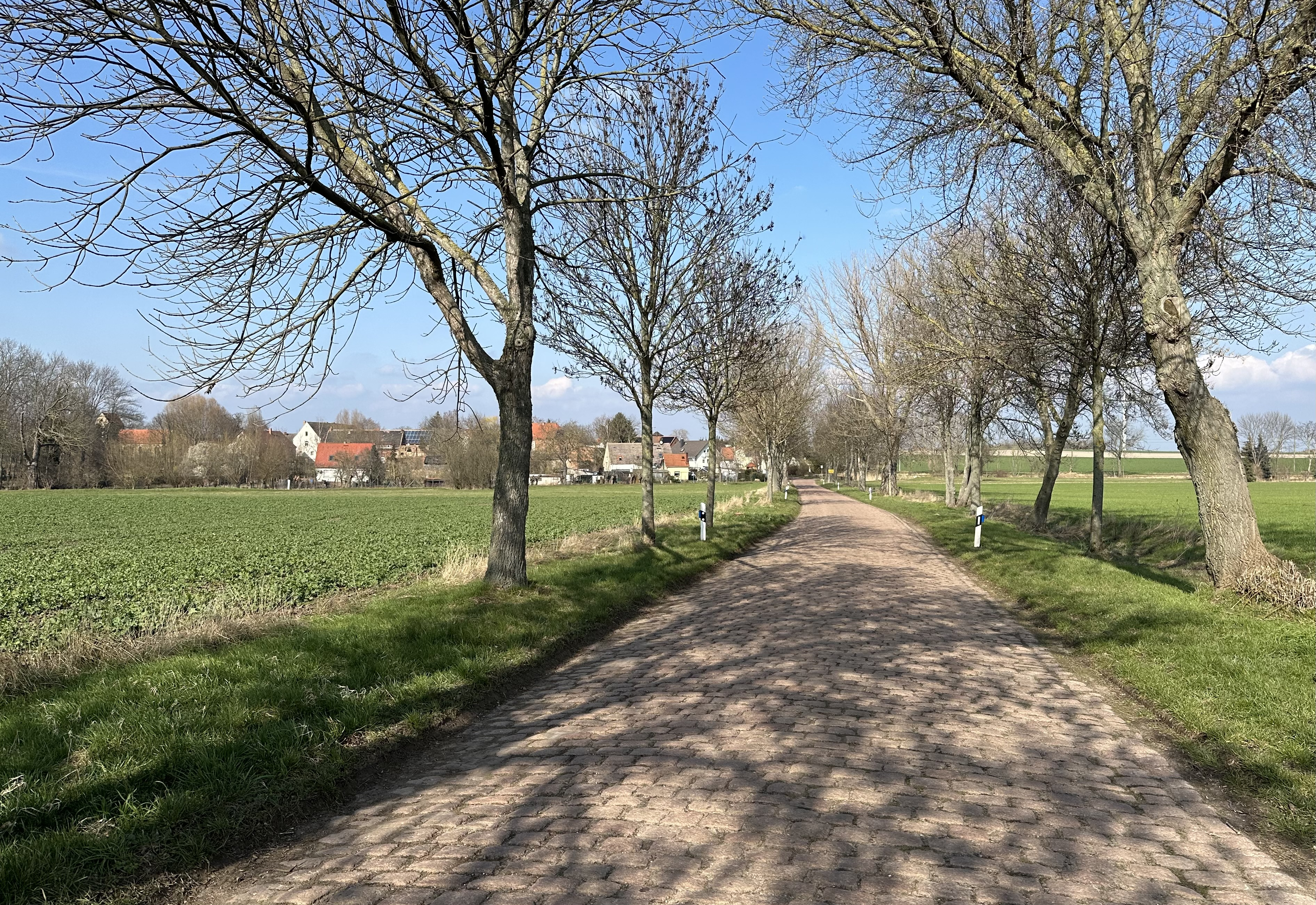
Blick von Süden auf Dalena, 2024

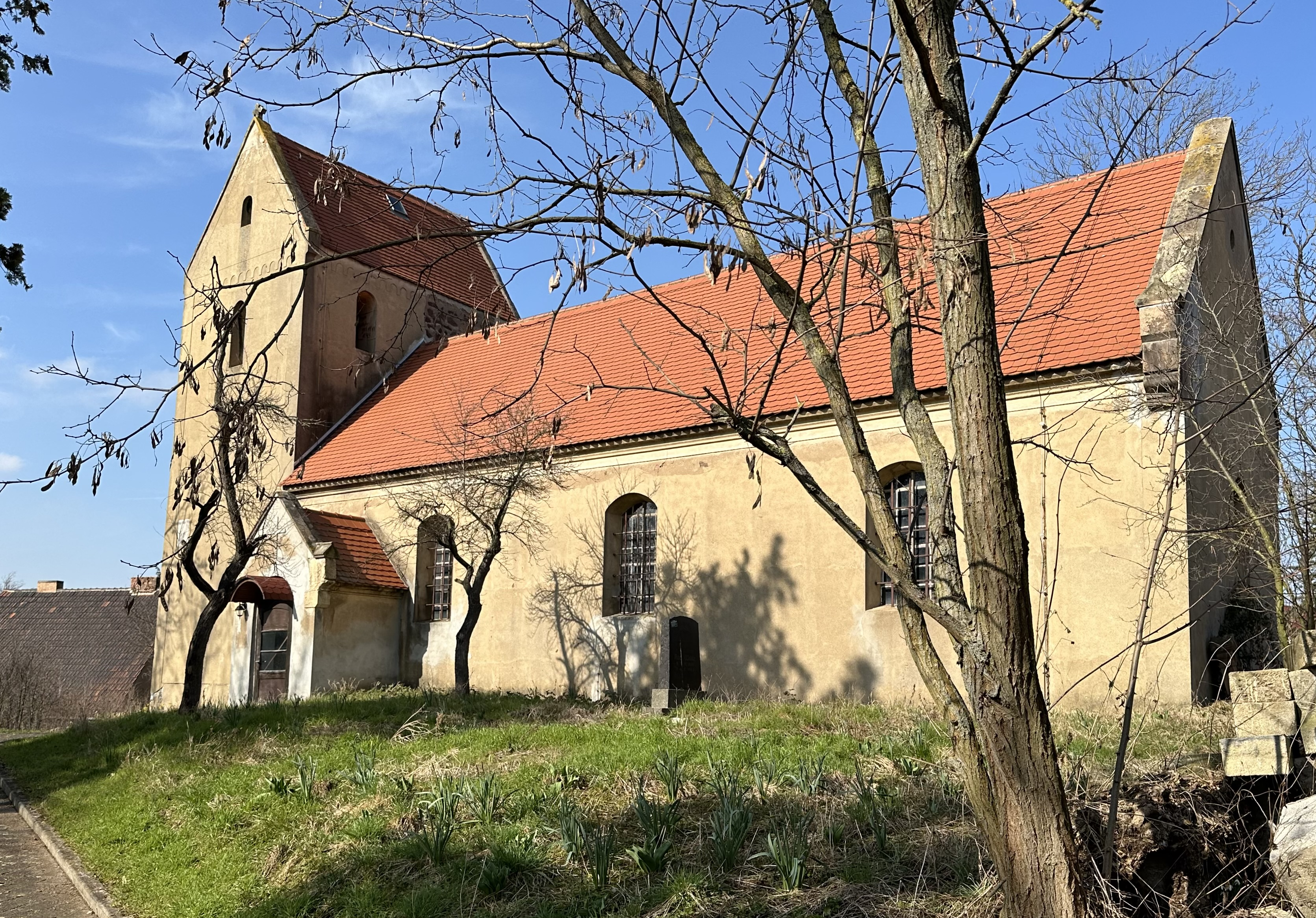
Sankt-Marien-Kirche

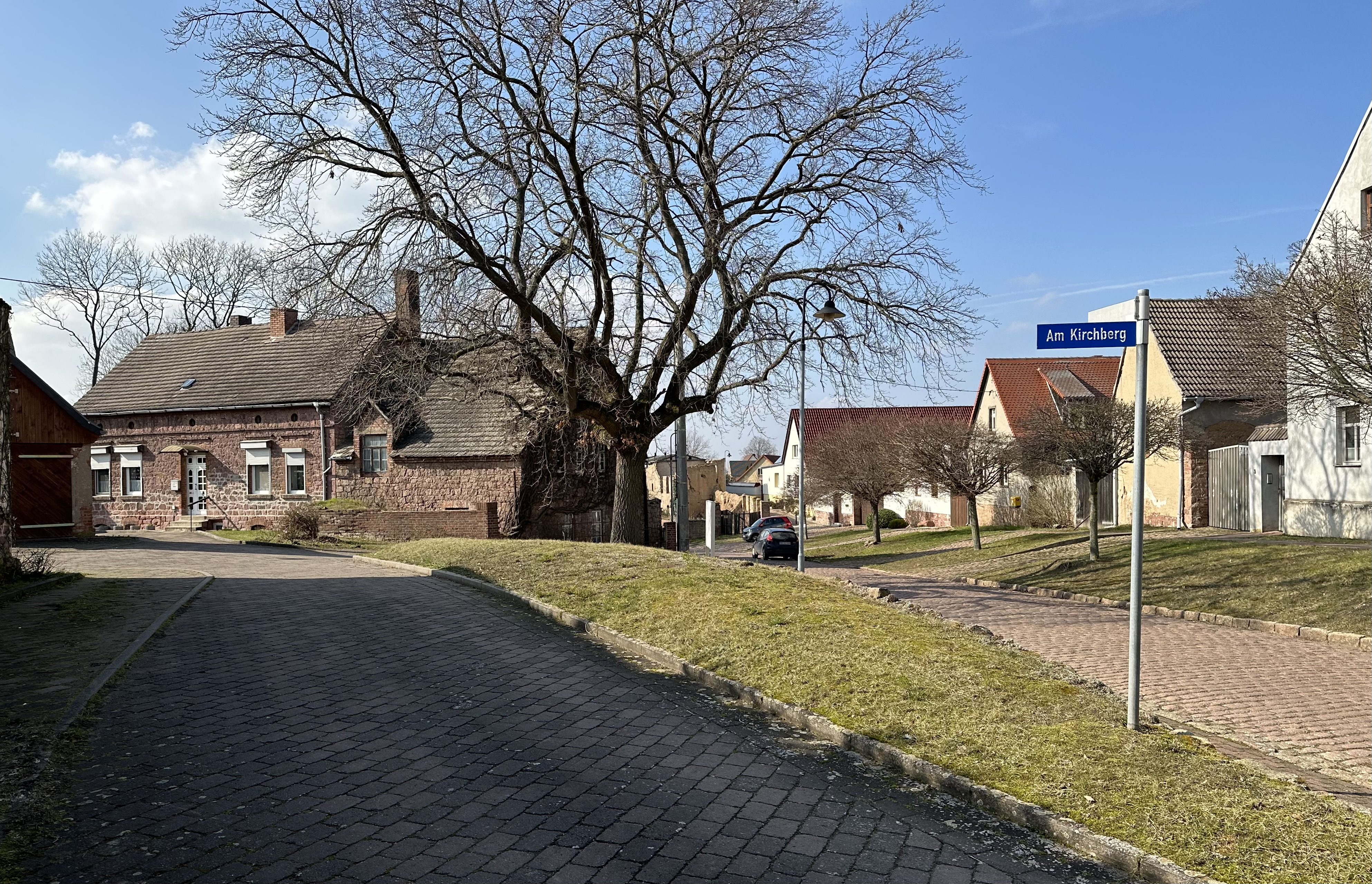
Ortskern mit Hauptstraße und abzweigender Straße Am Kirchberg

Dalena ist ein zur Ortschaft Domnitz der Stadt Wettin-Löbejün in Sachsen-Anhalt gehörendes Dorf.

## Lage
Der Ortsteil Dalena liegt nördlich von Domnitz, im nördlichen Teil der Kommune Wettin-Löbejün. Durch Dalena verläuft die Plötze, die von Süden kommend in der Ortslage ihre Fließrichtung nach Westen verändert. Im Ortszentrum mündet der von Osten kommende Dalenaer Bach in die Plötze. Weitere im Dorf einmündende Wasserläufe sind der Graben Kirchberg Dalena und der Dalenaer Mühlgraben. Südwestlich des Dorfes verläuft die Bundesautobahn 14 von Magdeburg nach Halle (Saale). An seinem östlichen Ende wird Dalena von der Kreisstraße 2110 tangiert, die von Domnitz zum nördlich gelegenen Sieglitz führt.

## Geschichte
Eine erste urkundliche Erwähnung liegt aus der Zeit um 1288 vor. Der Ortsname, für den auch die Schreibweisen Dalene oder Lene gebräuchlich waren, ist slawischen Ursprungs. Er ist von Dolina abgeleitet, was so viel wie Taldorf bedeutet.
1939 hatte Dalena 220 Einwohner. Am 20. Juli 1950 wurde die bis dahin selbständige Gemeinde Dalena nach Domnitz eingemeindet. Später gelangte Dalena mit Domnitz zur Stadt Wettin-Löbejün.

## Bauwerke
Die in Dalena befindlichen Kulturdenkmale, darunter die Sankt-Marien-Kirche und das Kriegerdenkmal Dalena, sind im Denkmalverzeichnis des Landes Sachsen-Anhalt eingetragen. Insbesondere ist der Ortskern von Dalena als Denkmalbereich ausgewiesen.

## Persönlichkeiten
In Dalena geboren wurde der Verwaltungsbeamte und spätere Landrat des Unterlahnkreises Robert Johannes (1854–1929).

## Dalena in der Literatur
In der von Siegmar von Schultze-Galléra geschaffenen Erzählung Der Hüttenmeister von Dornitz wird die Situation der Region während des Dreißigjährigen Kriegs thematisiert. Handlungsort ist dabei ein Waldgebiet zwischen Dalena und Domnitz.